# Iodeto
O iodeto é o íon do iodo no estado estado de oxidação -1. Na vida cotidiana, o iodeto é comumente encontrado como um componente do sal iodado. Em todo o mundo, a deficiência de iodo afeta dois bilhões de pessoas e é a principal causa evitável de deficiência intelectual.